# Samim Uygun
Samim Uygun (* 1. Januar 1939; † 25. Dezember 2017 in Fethiye) war ein türkischer Fußballspieler.

## Sportliche Karriere

### Im Verein
Samim Uygun begann seine Karriere bei Feriköy SK in der Saison 1959/60. Nach bereits einer Spielzeit trennten sich die Wege des Spielers von Feriköy SK. Im Sommer 1960 ging Uygun zu Galatasaray Istanbul. In seiner ersten Saison für die Gelb-Roten kam er zu 23 Ligaspielen und erzielte zwei Tore; in der nachfolgenden Saison waren es acht Einsätze und er wurde türkischer Meister. Nach dieser Saison beendete er frühzeitig seine Karriere.

### In der Nationalmannschaft
Im Sommer 1960 wurde Uygun in den Kader der türkischen Olympiaauswahl berufen und nahm mit dieser an den Olympischen Sommerspielen 1960 teil. Hier absolvierte er zwei von drei Spielen seiner Mannschaft.

## Erfolge
Galatasaray Istanbul
- Türkischer Fußballmeister: 1962